# Léon Potier de Gesvres (Herzog)

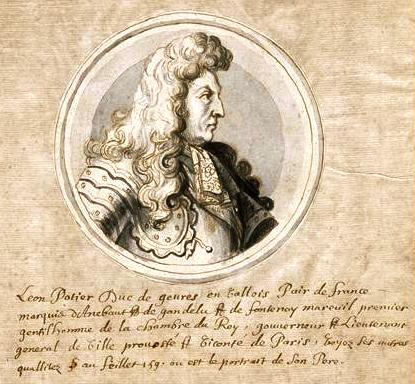
Léon Potier de Gesvres

Léon Potier dit de Gesvres (* um 1620; † 9. Dezember 1704) war ein französischer Hochadliger und Höfling. Er war 2. Herzog von Tresmes (ab 1669) und 1. Herzog von Gesvres (ab 1670), Pair de France, sowie ab 1687 Gouverneur von Paris.

## Leben
Léon Potier war der dritte Sohn von René Potier (1579–1670), 1. Duc de Tresmes, und Marguerite de Piney-Luxembourg († 1647). Durch den Tod seiner älteren Brüder Louis († 1643 bei der Belagerung von Thionville), Marquis de Gesvres, und François († 1646 bei der Belagerung von Lérida), Marquis de Gandelu, dann Marquis de Gesvres, wurde er 1643 Marquis de Gandelu und 1646 Marquis de Gesvres als Erbe des Familienbesitzes und der familiären Titel. Er war Premier Gentilhomme de la Chambre du Roi, Gouverneur-Capitaine des Chasses Royales de Monceaux, La Varenne, Meaux etc.
1669 trat sein Vater als Herzog und Pair zu seinen Gunsten zurück, zudem wurde er Premier Gentilhomme de la Chambre du Roi. Im Jahr darauf wurde das Herzogtum Tresmes (mit dem Zentralort Crouy-sur-Ourcq) zum Herzogtum Gesvres umbenannt. Darüber hinaus wurde er Marquis d’Annebault als Erbe seiner (angeheirateten) Tante Charlotte de Vieuxpont und Marquis de Fontenay-Mareuil im Namen seiner Ehefrau.
1687 wurde er zum Gouverneur von Paris ernannt, am 31. Dezember 1688 in den Heilig-Geist-Orden aufgenommen. Ihm gelang es, das Amt des Gouverneurs (ebenso wie seine Titel) an seinen Sohn François-Bernard Potier de Gesvres zu vererben.

## Ehe und Familie
Léon Potier heiratete 1651 Marie-Angelique du Val (oder Duval) de Fontenay-Mareuil (* um 1632; † 4. Oktober 1702 in Mareuil), einzige Tochter von François du Val de Fontenay-Mareuil (um 1594–1665), französischer Botschafter in London um Rom, und Suzanne d’Auxy de Monceau; Marie-Angelique du Val brachte Fontenay-en-Parisis, Mareil-en-France und Jaigny einige Jahre später an die Familie Potier. Ihre Kinder sind:
- Marie-Thérèse Potier de Gesvres (* 16. März 1654; † 9. November 1669)
- François-Bernard Potier de Gesvres (* 15. Juli 1655; † 15. April 1739), Marquis de Gesvres, Duc de Tresmes, dann 2. Duc de Gesvres, Pair de France, Premier gentilhomme de la chambre, 10. Dezember 1704 Gouverneur von Paris, Erbe des Marquisats de Fontenay-Mareuil; ⚭ 15. Juni 1690 Marie-Madeleine Louise de Seiglière(s) (* um 1664; † 3. April 1702), Tochter von Joachim de SeiglIére(s), Seigneur de Boisfranc et de Saint-Ouen, Vicomte de La Rochebriant etc. und Geneviève Gédoyn des Touches
- Léon Potier de Gesvres (* 15. August 1656; † 12. November 1744 in Paris), Docteur en Théologie de la Faculté de Paris, Abt von Saint-Remi de Reims, Abbé, Comte de Seigneur de Saint-Géraud d’Aurillac, Abbé de Notre-Dame de Bernay, 1694–1729 Erzbischof von Bourges, 1714 Commandeur du Saint-Esprit, 27. November 1719 Kardinalpriester, genannt Cardinal de Gesvres
- Marie-Jeanne Félicie Rosalie Potier de Gesvres, dite Mademoiuselle de Gesvres (* 20. September 1657; † 10. Oktober 1740)
- Suzanne-Angélique Potier des Gesvres (* 7. Juni 1659) Nonne im Couvent de La Visitation Sainte-Marie im Faubourg Saint-Jacques in Paris
- Louis Potier de Gesvres (* 10. November 1660; † 24. April 1689 Strassburg), Marquis de Gandelu, Oberst im Régiment Royal des Vaisseaux, August 1688 Brigadier, Inspecteur d’Infanterie, erlag den Verwundungen, die er bei Oberkirch in der Pfalz erlitten hatte
- Jules-Auguste Potier de Gesvres (* 6. November 1662; † 15. April 1741), dit le chevalier de Gesvres, 23. Mai 1665 Malteserordensritter, 1684 Oberst im Régiment de Bassigny, Lieutant du Roi aux Bailliages de Caen et de Caux Gouverneur von Pont-Audemer
- François Potier de Gesvres (* 1664; † 18. Juli 1685 vor Koroni im Kampf gegen die Osmanen), Malteserordensritter
- Madeleine-Armande Potier de Gesvres, dite Mademoiselle de Fontenay (* 22. Juli 1667) Nonne im Couvent de La Visitation Sainte-Marie im Faubourg Saint-Jacques in Paris
- Charlotte-Julie-Louise Potier de Gesvres, dite Mademoiselle de Mareuil (* 2. November 1669; † 3. Januar 1752), ⚭ Juli 1707 Charles-Amédée de Broglie († 25. Oktober 1707), Marquis de Revel, Commandeur des Ordres du Roi, Lieutenant-général des Armées du Roi, Sohn von Francesco-Maria di Broglia (Broglie (Adelsgeschlecht))
- Charles Potier de Gesvres, † jung, Comte d’Annebault

In zweiter Ehe heiratete er am 29. Januar 1703 Marie-Renée de Romilley de La Chesnelaye (* um 1684; † 27. März 1742 in Paris), Tochter von Louis de Romilley, Marquis de La Chesnelaye, Gouverneur von Fougères, und Elisabeth Gabrielle de Belleforière de Soyécourt. Diese Ehe blieb kinderlos.